# Canton de Collinée
Le canton de Collinée est une ancienne division administrative française, située dans le département des Côtes-d'Armor et la région Bretagne.

## Composition
Le canton de Collinée regroupait les communes suivantes :
- Collinée ;
- Langourla ;
- Le Gouray ;
- Saint-Gouéno ;
- Saint-Jacut-du-Mené ;
- Saint-Gilles-du-Mené.

## Démographie
| 1962  | 1968  | 1975  | 1982  | 1990  | 1999  | 2006  | 2011  | 2012  |
| ----- | ----- | ----- | ----- | ----- | ----- | ----- | ----- | ----- |
| 4 980 | 4 769 | 4 549 | 4 327 | 4 359 | 4 315 | 4 487 | 4 557 | 4 587 |

## Représentation

### Conseillers généraux de 1833 à 2015
- De 1833 à 1840, les cantons de Collinée et de Merdrignac avaient le même conseiller général. Le nombre de conseillers généraux était limité à 30 par département[3].
- De 1840 à 1848, les cantons de Collinée et de Plouguenast avaient le même conseiller général. Le nombre de conseillers généraux était limité à 30 par département[4].

| Période | Période      | Identité                                    | Étiquette          | Qualité                                                                                   |
| ------- | ------------ | ------------------------------------------- | ------------------ | ----------------------------------------------------------------------------------------- |
| 1833    | 1840         | Pierre Perret                               | Républicain modéré | Maire du Gouray Député (1848-1849)                                                        |
| 1840    | 1848         | Henri Marie Besnard de Kerdreux (1815-1862) |                    | Armateur à Plérin                                                                         |
| 1848    | 1874         | Joseph-Marie Ruellan                        |                    | Juge de paix du canton de Collinée, conseiller d'arrondissement                           |
| 1874    | 1880         | Pierre Perret                               | Républicain modéré | Propriétaire, ancien député                                                               |
| 1880    | 1886         | Eugène Perret                               | Républicain        | Notaire à Collinée                                                                        |
| 1886    | 1898         | Charles de La Noue                          | Droite             | Ancien zouave pontifical Propriétaire du château des Aubiers à Hillion Député (1888-1898) |
| 1898    | 1909 (décès) | Eugène Perret                               | Républicain        | Notaire Maire de Collinée                                                                 |
| 1909    | 1919         | Émile Perret                                | Républicain        | Notaire                                                                                   |
| 1919    | 1928         | Ange Doré                                   | Républicain        | Maire de Collinée (1908-1922)                                                             |
| 1928    | 1937 (décès) | Francisque Plessé (1890-1937)               | Rad.               | Maire de Collinée (1922-1937)                                                             |
| 1937    | 1940         | Marcel Goubin                               | Rad.               | Commis de perception au Gouray                                                            |
|         |              |                                             |                    |                                                                                           |
| 1945    | 1951         | Elie Colleu                                 | Rad.               | Maire du Gouray (jusqu'en 1953)                                                           |
| 1951    | 1976         | Francisque Plesse (1914-2006)               | DVD                | Employé au ministère du Travail à Saint-Brieuc Ancien résistant, Collinée                 |
| 1976    | 1993 (décès) | Yvon Renault                                | PCF                | Instituteur puis principal de collège Adjoint au maire de Collinée (1983-1989)            |
| 1993    | 2001         | Pierre Schneider                            | RPR                | Vétérinaire Maire de Collinée (1995-2001)                                                 |
| 2001    | 2015         | Monique Haméon                              | PCF                | Agricultrice Maire (1985-1989) puis conseillère municipale du Gouray                      |

### Conseillers d'arrondissement (de 1833 à 1940)
Le canton de Collinée faisait partie de l'arrondissement de Loudéac jusqu'en 1926.
| Période                                  | Période      | Identité                                            | Étiquette | Qualité |
| ---------------------------------------- | ------------ | --------------------------------------------------- | --------- | --- |
| 1833                                     | 1848         | Joseph Marie Ruellan                                |           | Juge de paix à Collinée                                                                                     |
| 1848                                     | 1871         | Jean Marie Plessé                                   |           | Propriétaire, maire de Saint-Gilles-du-Mené                                                                 |
| 1871                                     | 1882 (décès) | Louis-Marie Louail                                  |           | Maire de Saint-Gouéno                                                                                       |
|                                          |              |                                                     |           | |
| 1895                                     | 1913         | Vicomte Charles Camus de La Guibourgère (1859-1926) | Droite    | Maire de Langourla (1896-1919)                                                                              |
| 1913                                     | 1919         | M. Le Mintier                                       | Droite    | |
| 1919                                     | 1925         | M. Colleu                                           |           | Propriétaire à Saint-Jacut-du-Mené                                                                          |
| 1925                                     | 1931         | Alexandre Dubourg                                   | Radical   | Médecin au Gouray                                                                                           |
| 1931                                     | 1940         | Eugène Guéneu                                       | Radical   | Cultivateur, maire de Saint-Jacut-du-Mené                                                                   |
| 1940                                     |              |                                                     |           | Les conseils d'arrondissement ont été suspendus par la loi du 12 octobre 1940 et n'ont jamais été réactivés |
| Les données manquantes sont à compléter. |              |                                                     |           | |

## = Liens externes=
- Inventaire du patrimoine